# Evgenij Jasin
Evgenij Grigor'evič Jasin (in russo Евге́ний Григо́рьевич Я́син?; Odessa, 7 maggio 1934 – Chimki, 25 settembre 2023) è stato un economista e politico russo, ministro dell'Economia della Federazione Russa dal 1994 al 1997.

## Biografia
Nato ad Odessa, nella Repubblica Socialista Sovietica Ucraina, si è laureato all'Accademia di Ingegneria Civile della città natale nel 1957, e nel 1963 alla facoltà di scienze economiche dell'Università statale di Mosca. Dal 1958 al 1960 ha lavorato come ingegnere presso l'Istituto di progettazione numero 3 del Comitato di ingegneria civile della RSSU. Dal 1964 al 1973 ha quindi collaborato con l'Istituto di ricerca del Dipartimento Centrale di Statistica in qualità di capo dipartimento e poi di capo laboratorio. Dal 1973 al 1989 ha diretto un laboratorio presso l'Istituto Centrale di Economia e Matematica dell'Accademia delle Scienze dell'URSS.
Jasin è stato tra i principali ideatori dei programmi sovietici di transizione verso l'economia di mercato. Nel novembre 1994 è stato quindi nominato ministro dell'Economia della Federazione Russa, carica che ha ricoperto fino al 1997.
Dall'ottobre 1998 fino al luglio 2021 ha ricoperto il ruolo di supervisore accademico della Scuola superiore di economia (che egli stesso ha contribuito a fondare nel 1992). È stato inoltre componente del Consiglio politico federale dell'Unione delle Forze di Destra sino al settembre 2009, quando il presidente Vladimir Putin lo ha nominato come membro della Camera civica della Federazione Russa.
È morto il 25 settembre 2023 a Chimki, un sobborgo a nord di Mosca, a causa di complicazioni cardiache e gonfiore cerebrale.